# Медаль «За отличие в службе» (МЧС)
Меда́ль «За отли́чие в слу́жбе» — ведомственная медаль МЧС России, учреждённая приказом Министра по чрезвычайным ситуациям Российской Федерации № 290 от 6 апреля 2005 года.

## Правила награждения
Согласно Положению медалью «За отличие в службе» награждаются лица рядового и начальствующего состава Государственной противопожарной службы МЧС России, положительно характеризуемые по службе и имеющие соответствующую выслугу лет в календарном исчислении.
Медаль состоит из трех степеней:
- I степени — для награждения сотрудников МЧС России, проходящих службу не менее 20 лет;
- II степени — для награждения сотрудников МЧС России, проходящих службу не менее 15 лет;
- III степени — для награждения сотрудников МЧС России, проходящих службу не менее 10 лет.

Высшей степенью медали является I степень. Награждение медалью производится последовательно от низшей степени к высшей. Награждение медалью более высокой степени не допускается без получения награждаемым медали предыдущей степени.